# Scelodonta
Scelodonta là một chi bọ cánh cứng trong họ Chrysomelidae.
Chi này được miêu tả khoa học năm 1837 bởi Westwood.

## Các loài
Chi này gồm các loài:
- Scelodonta vietnamica Eroshkina, 1988